# Église Saint-Quentin de Vadencourt
Pour les articles homonymes, voir Église Saint-Quentin.
L'église Saint-Quentin de Vadencourt est une église située en France sur la commune de Vadencourt, dans le département de l'Aisne en région Hauts-de-France.

## Localisation
L'église est située au centre du village.